# Brindisi Montagna
Brindisi Montagna (auch: Brindisi di Montagna) ist eine süditalienische Gemeinde (comune) mit 774 Einwohnern (Stand 31. Dezember 2023) in der Provinz Potenza in der Basilikata.

## Lage und Daten
Die Gemeinde liegt etwa zwölf Kilometer ostsüdöstlich von Potenza, gehört zur Comunità Montana Alto Basento und grenzt wegen der Enklave Tricarico unmittelbar an die Provinz Matera. Der Basento bildet die nördliche und östliche Gemeindegrenze.

## Geschichte
Im Gemeindegebiet von Brindisi Montagna gibt es Beweise über Spuren von Siedlungen aus dem 3. Jahrhundert v. Chr. Archäologische Funde von der Kupfersteinzeit bis zur byzantinischen Zeit (10. Jahrhundert) befinden sich im Museo archeologico nazionale della Basilicata in Potenza.
Im Mittelalter ließen sich in der Badia Santa Maria dell’Acqua Calda (Maria vom heißen Wasser) Basilianermönche nieder. Von der um 1200 auf zwei felsigen Buckeln errichteten Burg, ist heute wenig zu sehen.
1268 übertrug Karl I. von Anjou die Lehen von Brindisi und Anzi an Guidone de Forest. 1277 zählte Brindisi 136 Fuochi (ca. 700 Einwohner). Die letzte Dokumentation über das Lehen Brindisi gehen auf das Jahr 1320 zurück, als Brindisi 122 Fuochi (ca. 600 Personen) zählte.

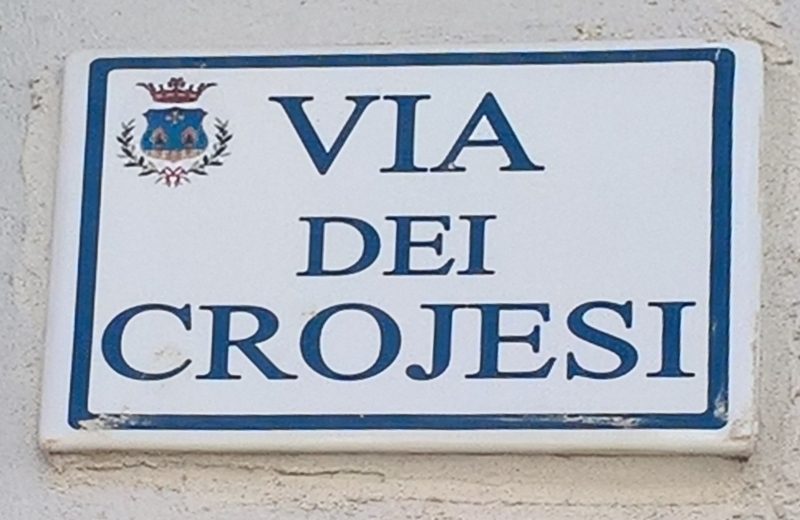
Via dei Crojesi

Nach der Eroberung von Kruja im Jahr 1478 kamen die ersten albanischen Flüchtlinge (Arbëresh) in die Gegend von Brindisi Montagna. Zeugnis dafür ist die Straßenbenennung der Gemeinde, die diesen Flüchtlingen die Via dei Crojesi widmete. (Siehe auch: Siedlungsgeschichte der Arbëresh (Die dritte Migration))
Im Jahr 1536 erreichten 30 Flüchtlingsfamilien aus Koroni, geführt vom Stratiotenkapitän Lazzaro Mattes (oder Lazaro Mathes) das in der Zwischenzeit fast verlassene Gebiet von Brindisi Montagna, wo sie sich an den Hängen der Burg niederließen. Die Nachnamen der 30 griechisch-albanischen Familien waren: Barbati, Basta, Bellezza, Beccia, Bello, Bianco, Biluscio, Bodino, Bubbich, Buscicchio, Canadeo, Caparriello, Caporale, Colossi, Como, Creasi, Cresio, Greco, Lech, Licumati, Manes, Mattes, Molicchio, Musciacchio, Plescia, Prete, Pulmett, Rennisi, Scura und Truppa. (Siehe auch: Siedlungsgeschichte der Arbëresh (Die vierte Migration))
Die Geschichte von Brindisi Montagna ist bis 1807 an die Ereignisse des Lehens Brindisi und dann an die Begebenheiten der Französischen Revolution, die Einheit Italiens (1870) und sie Zeit nach der Einheit gebunden.

## Verkehr
Durch die Gemeinde führt die Strada Statale 407 Basentana (E 847) von Potenza nach Metaponto.

## Brindisi Montagna heute

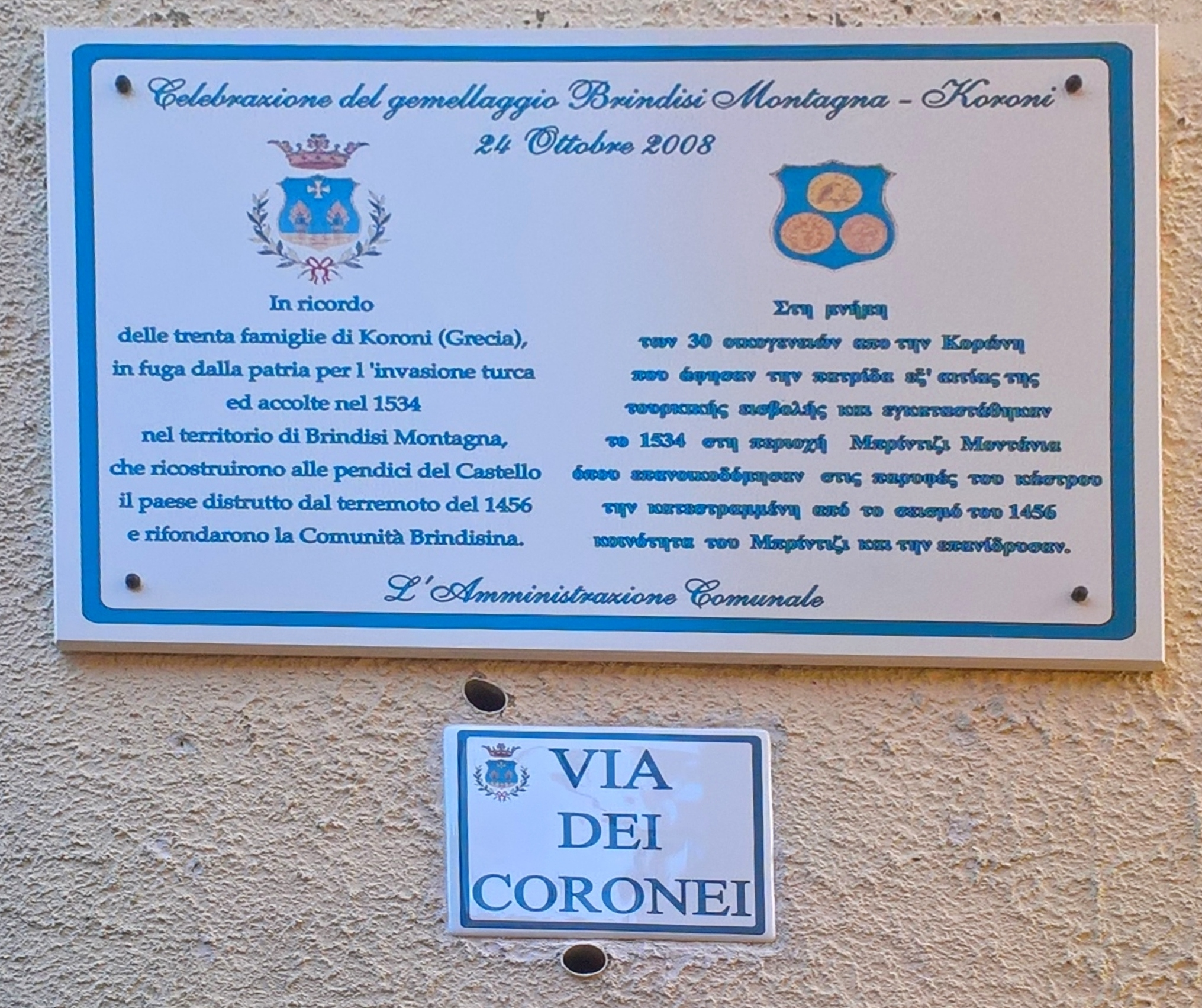
Via dei Coronei

Brindisi Montagna gehört heute zu den über 30 ehemaligen albanischen Zentren, die in verschiedenen historischen Epochen und aus verschiedenen Gründen die Verwendung der albanischen Ursprache (Gluha Arbëreshë), den griechisch-byzantinischen Ritus, ihre Sitten und Gebräuche und somit ihr historisches und kulturelles albanischen Erbe verloren haben. (Siehe: Siedlungsgebiete der Arbëresh in Italien)
Am 24. Oktober 2008 schloss Brindisi Montagna eine Gemeindepartnerschaft mit Koroni.